# Наендровали
Наендровали (груз. ნაენდროვალი) — село в Грузии, в муниципалитете Лагодехи края Кахетия. 

## География
Село расположено в восточной части края, в 18 километрах по прямой к юго-западу от центра муниципалитета Лагодехи. Высота центра — 220 метров над уровнем моря.

## Население
По данным переписи населения 2014 года, в селе проживало 95 человек.
| Год  | Население | Мужчины | Женщины |
| ---- | --------- | ------- | ------- |
| 2002 | 133       | 73      | 60      |
| 2014 | 95        | 45      | 50      |